# Miss Belgique 2012
Miss Belgique 2012, 78e élection de Miss Belgique, s'est déroulée le 8 janvier 2012 au Casino de Knokke. La gagnante, Laura Beyne, succède à Justine de Jonckheere, Miss Belgique 2011.
Comparée aux années précédées, la cérémonie n'a pas été diffusée sur RTL-TVI ni sur Club RTL. Elle a été diffusée en direct sur Life TV en Flandre et sur Star TV en Wallonie. Elle a été retransmise sur internet sur le site de RTL-TVI.
Le concours a été présenté par Véronique De Kock, Miss Belgique 1995 et Sophie Pendeville, Miss Hainaut 2005.

## Classement final
| Titre              | Candidates                                                                  |
| ------------------ | --------------------------------------------------------------------------- |
| Miss Belgique 2012 | - Bruxelles - Laura Beyne                                                   |
| 1re dauphine       | - Hainaut - Aurore de Geest                                                 |
| 2e dauphine        | - Brabant wallon - Jade Moens                                               |
| Top 5              | - Flandre Orientale - Febe D'Haenens - Flandre Orientale - Sherelle De Jong |

## Candidates
| Titre régional                                 | Nom                   | Âge    | Taille | Élue le                     |
| ---------------------------------------------- | --------------------- | ------ | ------ | --------------------------- |
| 2e dauphine et Samsung wildcard de Miss Liège  | Sophie Boulanger      | 19 ans | 1,61 m | 1er octobre 2011 à Liège    |
| 2e dauphine de Miss Anvers                     | Marilyne Peeters      | 20 ans | 1,66 m | 30 septembre 2011 à Anvers  |
| Miss Brabant wallon                            | Jade Moens            | 21 ans | 1,69 m | 1er octobre 2011 à Liège    |
| 1re dauphine de Miss Flandre Orientale         | Blerta Kamberi        | 20 ans | 1,69 m | 17 septembre 2011 à Knokke  |
| 2e dauphine de Miss Namur                      | Ophélie Plompteux     | 20 ans | 1,70 m | 1er octobre 2011 à Liège    |
| Crown Card de Miss Flandre Orientale           | Febe D'Haenens        | 19 ans | 1,68 m | 17 septembre 2011 à Knokke  |
| Miss Liège                                     | Ons Detaille          | 21 ans | 1,68 m | 1er octobre 2011 à Liège    |
| Miss Brabant flamand                           | Ginne Vander Weyen    | 22 ans | 1,67 m | 27 août 2011 à Anderlecht   |
| 1re dauphine de Miss Bruxelles                 | Laura Beyne           | 19 ans | 1,72 m | 27 août 2011 à Anderlecht   |
| Crown Card de Miss Flandre Orientale           | Sherelle De Jong      | 20 ans | 1,69 m | 17 septembre 2011 à Knokke  |
| Miss Hainaut et Samsung wildcard               | Aurore De Geest       | 21 ans | 1,71 m | 1er octobre 2011 à Liège    |
| Miss Limbourg                                  | Julie Ghoos           | 19 ans | 1,72 m | 24 septembre 2011 à Hasselt |
| 1re dauphine de Miss Namur et Samsung wildcard | Justine Dubail        | 20 ans | 1,72 m | 1er octobre 2011 à Liège    |
| Miss Flandre Orientale                         | Elien Van Stichel     | 23 ans | 1,71 m | 17 septembre 2011 à Knokke  |
| Miss Bruxelles                                 | Albana Berisha        | 22 ans | 1,73 m | 27 août 2011 à Anderlecht   |
| 2e dauphine de Miss Flandre Orientale          | Lise Steppé           | 22 ans | 1,74 m | 17 septembre 2011 à Knokke  |
| Miss Namur                                     | Adeline Ferard        | 19 ans | 1,72 m | 1er octobre 2011 à Liège    |
| Miss Flandre Occidentale                       | Ines Fernandez Alonso | 20 ans | 1,76 m | 17 septembre 2011 à Knokke  |
| 2e dauphine de Miss Bruxelles                  | Virginie Philippot    | 19 ans | 1,77 m | 27 août 2011 à Anderlecht   |
| Crown Card de Miss Flandre Orientale           | Lindsey Van Gele      | 18 ans | 1,82 m | 17 septembre 2011 à Knokke  |

### Prix attribués
| Prix           | Nom                           |
| -------------- | ----------------------------- |
| Miss Sympathie | Miss Liège - Sophie Boulanger |

## Observations

### Déroulement de l'élection
La soirée de l'élection fut marquée par plusieurs incidents relayés dans divers médias : la présentatrice flamande Véronique De Kock trébucha sur sa longue robe et chuta lors de sa première entrée au tout début de la soirée,. La candidate du Brabant wallon et future deuxième dauphine Jade Moens chuta également en descendant l'escalier présent sur le podium en hauts talons avant son discours de présentation et se blessa au genou. Par ailleurs, la bretelle du bikini d'une des candidates se cassa durant le défilé en maillot de bain, forçant cette dernière à tenir le haut de son bikini durant tout son passage sur scène,.